# Sophus Nielsen

Sophus Erhard Nielsen (Copenhague, Dinamarca,15 de marzo de 1888-6 de agosto de 1963) fue un jugador y entrenador del fútbol danés, y el primer jugador en la historia en marcar diez goles en un partido completo de la selección nacional.
Nielsen anotó un total de 16 goles en 20 juegos para la Selección de fútbol de Dinamarca, y ganó la medalla de plata en los 1908 y 1912. Fue además el director técnico del seleccionado danés en 1940, siendo uno de los primeros técnicos de fútbol daneses. Era apodado Krølben (literalmente: pierna en bucle), palabra utilizada para referirse a quienes tienen las piernas torcidas.

## Carrera en clubes
Nacido en Copenhague, Sophus Nielsen comenzó su carrera profesional jugando para el Boldklubben Frem. Su debut se produjo en octubre de 1904. Nielsen jugaba como centrodelantero y como interior, que sorprendía por su habilidad, su capacidad de regate y pegada, además de ser buen cabeceador. Sus piernas arqueadas le servían para despistar a sus oponentes y que les costase quitarle el balón. Sophus fue el «ídolo futbolístico» de muchas jugadores daneses, incluyendo a Pauli Jørgensen. Jugando para Frem, Sophus ganó en 1911 el Baneklubberne Tournaments.
Paralelamente, se desempeñó como aprendiz de herrero en la empresa Burmeister & Wain, Sophus Nielseny y su hermano desempleado Carl, que era carpintero, decidieron viajar por toda Europa para ser tomados como aprendices de algún oficio. Sin embargo, los dos hermanos solo llegaron a Kiel, en Holstein. Allí encontraron al mánager del equipo local Holstein Kiel, quien conocía a Nielsen de giras que había realizado con Frem. Él les dio trabajo tanto a Sophus como Carl, como maestro herrero y artesano de madera. A cambio, los dos hermanos se comprometían a jugar de manera amateur para Holstein Kiel. Nielsen rápidamente se volvió uno de los jugadores más valorados de la afición alemana.
Posteriormente regresó a Frem, donde jugó lo que le restaba de su carrera. Su último juego para Frem fue en mayo de 1921.